# 林燈
林燈（1914年—1992年8月17日），字振雄，號英睿，生於日治台灣宜蘭廳內員山區（今宜蘭縣員山鄉），臺灣企業家，為國產實業集團的創辦者。

## 生平

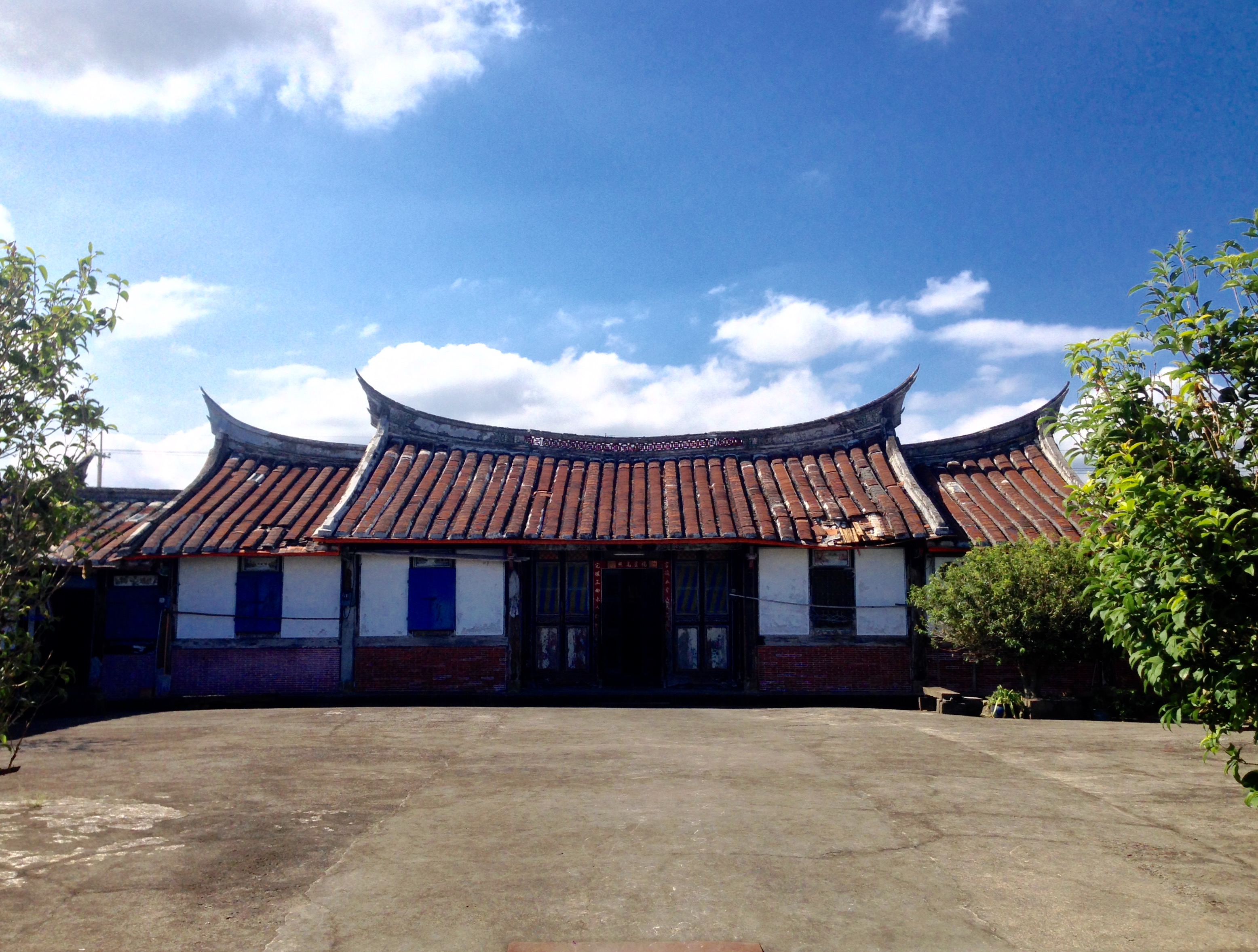
大三鬮林宅

林燈出身宜蘭望族，其祖父林朝英在咸豐至光緒年間曾考取武秀才與武舉人，家族在地方上很富名望。
林燈畢業於宜蘭農林學校（國立宜蘭大學前身），隨後赴日本本土求學。1936年畢業於三重縣三重高等農林學校，並進入大阪帝國大學（大阪大學前身）就讀，研究石棉加工技術。獲日本特許大學經營博士。
1936年，林燈返台，創立日產石棉株式會社，成為當時台灣最大的石棉加工廠。
1945年，日本投降，中華民國政府接收台灣。因當時物資短缺，林燈創立信達行，經營建材貿易與加工。在規模擴大後，信達行改組為國產興業。
1953年，政府推動耕者有其田政策，強制徵收地主土地，以台泥、台紙、農林、工礦四大公司的股票作補償。林燈與陳德深等人合作，向民間地主收購四大公司股票。1954年，台灣水泥民營化，板橋林家與鹿港辜家等台灣大家族購入政府手中的公股，成為台泥創始股東。經由收購股票與委託書，林燈一度獲得七成的民間股權支持。但其持有股份不及台灣五大家族，台泥首任董事長為板橋林家的林柏壽，副董事長為高雄陳家的陳啟清；林燈只取得一席常務董事。1973年代表鹿港辜家的辜振甫出任台泥董事長，取得經營權。1989年在陳啟清過世後，由林燈接任台泥副董事長位置。
1954年11月，林燈在台北市南港區創立國產水泥加工廠，從事電線桿與水泥加工建材的製造。1959年，國產水泥加工廠改組為國產水泥製品公司。1969年國產水泥製品改組為國產實業建設（國產建材實業前身），增設營建部門。1976年，國產實業建設創立國雍營造工程公司。
1960年，創立台灣製帶廠公司，從事鞋帶生產。後更名大華帆布公司，改為生產帆布製品。1978年改組為大華興業公司，改為從事不動產開發。1985年改名大華建設公司，以興建住宅與辦公室為主。並於1995年上市。
林燈利用在股市取得得資金，購買多筆土地，並擴大投資。曾投資取得台灣史谷脫紙業的六成股權。1967年，蔣中正總統指示整合企業界人士的資金成立中國電視公司，林燈為創始股東之一。1977年，國產實業建設與日本SECOM合資設立中興保全。進行多角化經營，形成國產實業集團。1983年，投資取得復興航空經營權。
1992年8月17日，林燈過世。

## 家庭
林燈有兩房妻子，大房林雪玉（出身台北松山望族，家族在六張犁經營煤礦及台北、松山、汐止間的客運公司，原名陳碧玉，後冠夫姓改名）生了五男四女，包括長子林嘉政，次子林孝信接掌國產集團。三子林正達早逝，次女林純美為復興空廚董事長，五子林志昶。
二房李春金育有5子1女，其中四子林文亮，為大華建設公司董事長。

## 電視劇
2024年在台灣上映的連續劇《商魂》，劇情以林燈參與台灣水泥民營化過程的故事為主。由演員傅孟柏飾演林燈。由邵雨薇飾演大房妻子林雪玉，演員田中千繪飾演的日本人雅美，人物原型來自二房李春金。